# Hernán Santa Cruz
Hernán Santa Cruz (8. února 1906 – 10. února 1999 Santiago de Chile) byl chilský delegát při OSN, soudce, právník a jeden z prvních autorů Všeobecné deklarace lidských práv. Jeho otec byl právník, novinář a starosta okresu Santiago.

## Život a kariéra
Santa Cruz v roce 1922 začal pracovat jako právník ve veřejném sektoru. Na začátku roku 1947 byl Santa Cruz zvolen do nově vytvořené Komise pro lidská práva, která se skládala z 18 delegátů. S cílem pokračovat ve Všeobecné deklaraci (a zároveň navrhovaném Paktu o lidských právech) vytvořila Komise v létě 1947 přípravný výbor osmi členů, jehož součástí byl i Hernán Santa Cruz. Chile bylo jednou z mála zemí, které dosud předložily návrh.
Santa Cruz se také angažoval v boji proti rasismu. Koncem roku 1952 byl jmenován předsedou nově založené Komise pro rasovou situaci v Jihoafrické unii (UNCORS), která vedla boj OSN proti apartheidu až do jeho zrušení v roce 1994.